# Stéphane Lemelin
Pour les articles homonymes, voir Lemelin.
Stéphane Lemelin est un pianiste canadien né le 2 avril 1960 à Mont-Joli (Québec).

## Biographie
Stéphane Michel Lemelin naît le 2 avril 1960 à Mont-Joli.
Il étudie auprès d'Yvonne Hubert à Montréal puis avec Karl Ulrich Schnabel à New York (1978-1979), Leon Fleisher au Peabody Conservatory de Baltimore (1979-1983) et Paul Badura-Skoda à l'Académie de musique et des arts du spectacle de Vienne. En 1990, il obtient son doctorat à l'Université Yale, sous la direction de Boris Berman et Claude Frank.
Stéphane Lemelin est lauréat de plusieurs prix, deuxième de la Chopin Youth Pianist Competition de Buffalo en 1976, premier du Concours de musique du Canada (Tremplin international) en 1977, deuxième prix de la Compétition nationale de la SCR en 1979, vainqueur de la Kingsport Symphony Competition au Tennessee en 1982, et lauréat du Concours international de piano de Cleveland en 1983.
Depuis lors, il s'est distingué comme récitaliste, chambriste et soliste, dans un répertoire large, recouvrant Ravel, Schubert, Schumann et Fauré, notamment, et marqué par un intérêt particulier pour les compositeurs français du début du XXe siècle, tels Gustave Samazeuilh et Guy Ropartz. Directeur de la collection « Musique française 1890-1939 : Découvertes » chez Atma Classique, il a enregistré au disque Samazeuilh, Ropartz, Gabriel Pierné, Georges Migot, Gabriel Dupont, Théodore Dubois, Rhené-Bâton, Manuel Rosenthal, Ernest Alder, Guillaume Lekeu et Louis Vierne,.
Comme interprète, Stéphane Lemelin s'est produit en soliste avec l'Orchestre symphonique de Québec, l'Orchestre du Centre national des arts et l'Orchestre symphonique de Montréal sous la direction de Charles Dutoit, a travaillé avec les chefs d'orchestre James DePreist et Franz-Paul Decker, et joué au Wigmore Hall de Londres, à la Phillips Collection de Washington, au Ladies' Morning Musical Club de Montréal, à la Vancouver Recital Society ainsi que dans divers festivals internationaux de musique, Lanaudière, Parry Sound, Domaine Forget, Ottawa et Vancouver. Il est aussi directeur artistique du Prince Edward County Music Festival entre 2004 et 2017,.
Comme chambriste, il est membre du Trio Hochelaga, entre 2003 et 2012, et se produit avec le Quatuor à cordes du Saint-Laurent (en) ou les quatuors Muir, Vlach et Arthur-Leblanc.
Comme pédagogue, il enseigne à l'Université de l'Alberta de 1990 à 2001, avant de devenir professeur de musique à l'Université d'Ottawa à compter de 2001, puis directeur de l’École de musique de l'établissement entre 2007 et 2012,. Depuis 2014, Stéphane Lemelin est professeur titulaire et directeur du Département d’interprétation de l’École de musique Schulich de l’Université McGill.

## Discographie
La discographie de Stéphane Lemelin comprend :

### Piano solo
- Schumann, Schubert. Schumann : Waldszenen, op. 82 ; Fantasiestücke, op. 111 ; Schubert : Sonate en la majeur, D. 959, SRI 003 CD, 1991 ;
- Fauré, 13 Nocturnes, CBC MVCD 1075 (CD), 1994 ;
- Samazeuilh, Le Chant de la Mer, Suite en sol, Trois petites inventions, Naïades au soir, Esquisses, Évocation, Atma 2 2210, 1999 ;
- Ropartz, Musiques au jardin, Jeunes filles, Scherzo, Nocturne no 1, no 2 et no 3, ATMA 2 2255, 2001 ;
- Georges Migot, Le Zodiaque, Prélude, Salut et Danse, Deux pièces, ATMA 2 2381, 2006 ;
- Gabriel Dupont, Les Heures dolentes, La Maison dans les dunes, ATMA Classique ACD2 2544, 2007/2011[4] ;
- Manuel Rosenthal : L'intégrale pour piano, Atma, 2007/2013[5],[6].

### Musique de chambre
- After Hours, avec James Campbell (clarinette), The Gene DiNovi Trio : Poulenc, Ellington, Schickele, Shearing, Gould, Ravel, Baker, Glick, Huang, DiNovi, Reinhardt, Tailleferre, 1993, Marquis ERAD 153 (production de la SCR), 1993 ;
- Eldon Rathburn (en), Mostly RAILROAD MUSIC, avec The Atlantic Brass Quintet, Eric Weissberg, Billy Keith, Julian Armour et Ross Edwards, Crystal CD 520, 1994 ;
- Poulenc, Fauré, Saint-Saëns. Poulenc : Sonate pour violoncelle et piano ; Fauré : Pieces for cello and piano ; Saint-Saëns : Sonate pour violoncelle et piano, op. 123, ATMA ATM 2 9733, 1994 ;
- L'histoire de Babar - La boîte à joujoux, Poulenc et Debussy, avec Kim Yaroshevkaya (récitante), ATMA ACD 2 2161, 1997 ;
- American Cello Masterpieces, avec Tanya Prochazka (violoncelle) : Aaron Copland, Ernest Bloch, Lukas Foss, George Gershwin, Elliott Carter et Samuel Barber, ATMA ACD 2 1004, 1998 ;
- Frühlingslieder; avec Donna Brown (soprano) : Fanny Mendelssohn, Brahms, Schubert, Felix Mendelssohn, Schumann, Liszt, Wolf, ATMA ACD 2 2165, 1998 ;
- Debussy, Mélodies de jeunesse, avec Donna Brown (soprano), ATMA 2 2209, 2000 ;
- Gabriel Fauré et Gabriel Pierné, Trios, au sein du Trio Hochelaga, ATMA 2 2355, 2004 ;
- Théodore Dubois, Trios, Trio Hochelaga, ATMA 2 2362, 2006.

### Musique concertante
- Saint-Saëns, Fauré, Roussel. Saint-Saëns : Concerto pour piano no 2 en sol mineur, op. 22. Fauré : Ballade pour piano et orchestre, op. 19 ; Fantaisie en sol majeur pour piano et orchestre, op. 111. Roussel : Concerto pour piano en sol majeur, op. 36, CBC SMCD 5178, 1995.